# Раста Фехта
«Раста Фехта» — немецкий баскетбольный клуб из города Фехта. Клуб играет в немецкой Бундеслиге. Клуб, основанный в 1979 году большую часть своего существования играл в низших дивизионах чемпионата Германии. В 2012 году клуб вышел во вторую Бундеслигу и сразу выиграл её и заработал повышение до высшего дивизиона чемпионата Германии.

## История
В сезоне 2012/2013 года «Раста Фехта» выиграли вторую Бундеслигу, в этом же сезоне клуб переехал на новую арену Раста Дом, для того чтобы соответствовать минимальным требованиям немецкой Бундеслиги вместимость арены пришлось увеличить с 2000 до 3140 человек в 2013 году, всё это позволило клубу впервые пробиться в высший дивизион чемпионата Германии. Однако в своём первом сезоне в Бундеслиге клуб занял последнее место и вылетел обратно во второй дивизион. Через 2 года в сезоне 2015/2016 клуб вновь заслужил право выступать на высшем уровне. Но в сезоне 2016/2017 клуб опять вылетел из Бундеслиги, заняв 17 место из 18 возможных.
В апреле 2018 года «Раста Фехта» в третий раз заслужил право играть в высшем дивизионе, выиграв вторую Бундеслигу. Клуб в сезоне 2018/2019 под руководством испанского тренера Педро Каллеса показал наилучшие для себя результаты, завершив регулярный сезон на четвёртом месте, в плей-офф клуб прошёл в четвертьфинале «Брозе Бамберг» 3—1,  а в полуфинале уступили будущему чемпиону — «Баварии Мюнхен» 0—3.
В сезоне 2019/2020 клуб «Раста Фехта» дебютировал в европейских кубках, в группе B Лиги чемпионов финишировал пятым из восьми клубов и не пробился в плей-офф.

## Достижения
- Чемпион второй Бундеслиги (2): 2012/2013, 2017/2018